# NouCome
NouCome (яп. 俺の脳内選択肢が, 学園ラブコメを全力で邪魔している Орэ но но:най сэнтакуси га, гакуэн рабу комэ о дзэнрёку дэ дзяма ситэйру, неоф. рус. Проклятие мультивыбора превратило мою жизнь в ад) — аниме, основанное на произведении Такэру Кусакабэ. Аниме-адаптация, работа над которой была доверена студии Diomedéa и режиссёру Такаюки Инагаки. Изначально режиссёр планировал сделать 12 эпизодов, но по неизвестным причинам всего вышло 10. Аниме начало транслироваться на канале TV Tokyo с 10 октября 2013 года. 20 мая 2014 года вышла OVA.

## Сюжет
Канадэ Амакуса был обычным японским школьником. Но год назад по каким-то неведомым обстоятельствам оказался проклят. А имя проклятия — мультивыбор. И это не простые и безобидные выборы типа «Купить чай или колу в автомате», а «Пойти в школу голышом или пробежать 2 круга по школе голышом». Что делать, если от таких выборов нельзя отказаться? Главный бедняга этой истории покажет вам всё на деле.

## Персонажи
- Канадэ Амакуса (яп. 甘草 奏 Амакуса Канадэ) — 17-летний ученик академии Сэйко. Знает, что болен на всю голову, ибо неведомые силы постоянно ставят его перед выбором один хуже другого: например, прилюдно захрюкать свиньёй или пойти убиться об стену. Отказ или промедление влекут нестерпимую боль, так что парень давно сдался. Даже регулярно выбираемое меньшее зло принесло Амакусе репутацию отмороженного психа, и лишь одноклассницы Ока и Фурано считают Канадэ своим другом — ибо настоящий мужик в их понимании однозначно должен быть весёлым оригиналом и немного извращенцем. Давно вылетел бы из школы, если бы его не прикрывала лоли-сэнсэй Утагэ-тян. Регулярно получает миссии от бога по снятию проклятья. Входит в состав пятёрки чудаков.
- Шоколадка (яп. ショコラ Сёкора) — симпатичная блондинка. Приземляется на голову Канадэ Амакуса после его выбора. Призвана для того, чтобы помогать ему, однако она потеряла память, и теперь пользы от неё никакой. А ещё она очень милая, любит поесть и имеет эмоциональную связь с Канадэ. Часто снятся хентайные сны. Из-за весело торчащей пряди волос похожа на собаку. Когда она ударится головой или напьётся, в ней пробуждается другая личность, соответствующая Шоколадке до потери памяти. В отличие от обычной Шоколадки, эта Шоколадка умна и предлагает качественные методы решения проблем. Протрезвев или ударившись головой ещё раз, девушка вновь возвращается к своему обычному образу жизнерадостной девушки. С 4 серии ходит вместе с Канадэ в один и тот же класс. Влюблена в Канадэ и призналась ему в своих чувствах в 10 серии.
- Фурано Юкихира (яп. 雪平 ふらの Юкихира Фурано) — одноклассница Канадэ. Из-за нелюдимости и странных шуточек моментально попала в пятёрку чудаков. В 6 серии призналась, что всегда была одиночкой. Она надеялась, что после поступления в старшую школу её жизнь полностью изменится. Из-за маленького размера груди комплексует. Постоянно смущается, когда Канадэ говорит комплименты, и начинает говорить низким и тихим голосом. Влюблена в Канадэ, но боится признаться ему.
- Ока Юодзи (яп. 遊王子 謳歌 Ю:о:дзи О:ка) — дочь президента крупной корпорации и одноклассница Канадэ. Избалованная и непредсказуемая. Постоянно подставляется под мультивыбор. Любит Канадэ. Хоть она и не знает о его проклятье, довольно часто помогает ему в миссиях. Входит в состав пятёрки чудаков.
- Юраги Хаконива (яп. 箱庭 ゆらぎ Хаконива Юраги) — подруга детства Канадэ. Со всеми ведёт себя, как младшая сестра.
- Конаги Явакадзэ (яп. 柔風 小凪 Явакадзэ Конаги) — подруга Оки. Имеет ангелоподобную внешность, из-за чего все её считают милашкой. Часто падает и говорит невпопад. Имеет свой фан-клуб. Стесняется общаться с парнями. Входит в популярную пятёрку.
- Аямэ Рэйкадо (яп. 麗華堂 絢女 Рэйкадо: Аямэ) — школьница. Входит в состав популярной пятёрки. Обладает грудью пятого размера. Её семья состоятельная, поэтому в речи очень много пафоса.
- Сэйра Кокубякуин (яп. 黒白院 清羅 Кокубякуин Сэйра) — президент Студенческого совета, первая красавица в школе и капитан популярной пятёрки. Обладает большой харизмой. Каким-то образом узнала про мультивыбор Канадэ.
- Утагэ Дораку (яп. 道楽 宴 До:раку Утагэ) — лоли-сэнсэй. Часто прикрывает Канадэ, так как у самой был мультивыбор. Несмотря на небольшой рост, очень сильная и способна победить крупного мужчину. Любимая сладость — чупа-чупс.
- Бог (яп. 神 Ками) — некое божество, предложившее Канадэ помочь освободиться от его проклятья. По собственным словам, лишь недавно получил должность бога от своей предшественницы, поэтому не особо разбирается в механизме лежащего на Канадэ проклятья и мало чем может помочь ему. Обычно звонит Канадэ на мобильник, при этом в качестве рингтона звучит 4-я часть симфонии «Из Нового Света» композитора Дворжака.

## Лайт-новел
Роман лайт-новел был написан Такэру Касукабэ и проиллюстрирован Юкиво. Первый его том был опубликован 1 февраля 2012 издательством Kadokawa Shoten. К 1 октября 2013 года было издано шесть томов.

## Аниме
Аниме-сериал демонстрировался в Японии с 10 октября по 12 декабря 2013 года. Трансляция осуществлялась по телеканалу TV Tokyo в ночное время.
| Название                                          | Дата выхода |
| ------------------------------------------------- | ----------- |
| 01. Этот выбор изменил мою жизнь                  | 10.10.2013  |
| 02. Секретный приём! Рассмешить их свиным юмором! | 17.10.2013  |
| 03. Девушки и панцушоты                           | 24.10.2013  |
| 04. Гаремы — это зашибись!                        | 31.10.2013  |
| 05. Явление сестрёнки                             | 07.11.2013  |
| 06. Свинья! Свинья! Свинья!                       | 14.11.2013  |
| 07. Сэйра! Лети!                                  | 21.11.2013  |
| 08. Разве может моя нахлебница быть такой умной?  | 28.11.2013  |
| 09. Секси конкурс — девушки в купальниках         | 05.12.2013  |
| 10. Жизнь — это череда выборов                    | 12.12.2013  |
| OVA. Неизвестно                                   | 20.05.2014  |